# Baron Broadbridge
Baron Broadbridge, of Brighton in the County of Sussex, ist ein erblicher britischer Adelstitel in der Peerage of the United Kingdom.

## Verleihung
Der Titel wurde am 14. September 1945 dem konservativen Politiker Sir George Broadbridge, 1. Baronet, verliehen. Diesem war bereits am 22. November 1937 in der Baronetage of England der fortan nachgeordnete Titel Baronet, of Wargrave Place in the County of Sussex, verliehen worden.
Heutiger Titelinhaber ist seit 2000 dessen Enkel, der 4. Baron.

## Liste der Barone Broadbridge (1945)
- George Broadbridge, 1. Baron Broadbridge (1869–1952)
- Eric Broadbridge, 2. Baron Broadbridge (1895–1972)
- Peter Broadbridge, 3. Baron Broadbridge (1938–2000)
- Martin Broadbridge, 4. Baron Broadbridge (* 1929)

Titelerbe (Heir Apparent) ist der Sohn des aktuellen Titelinhabers, Hon. Richard Broadbridge (* 1959).